# 拿索街

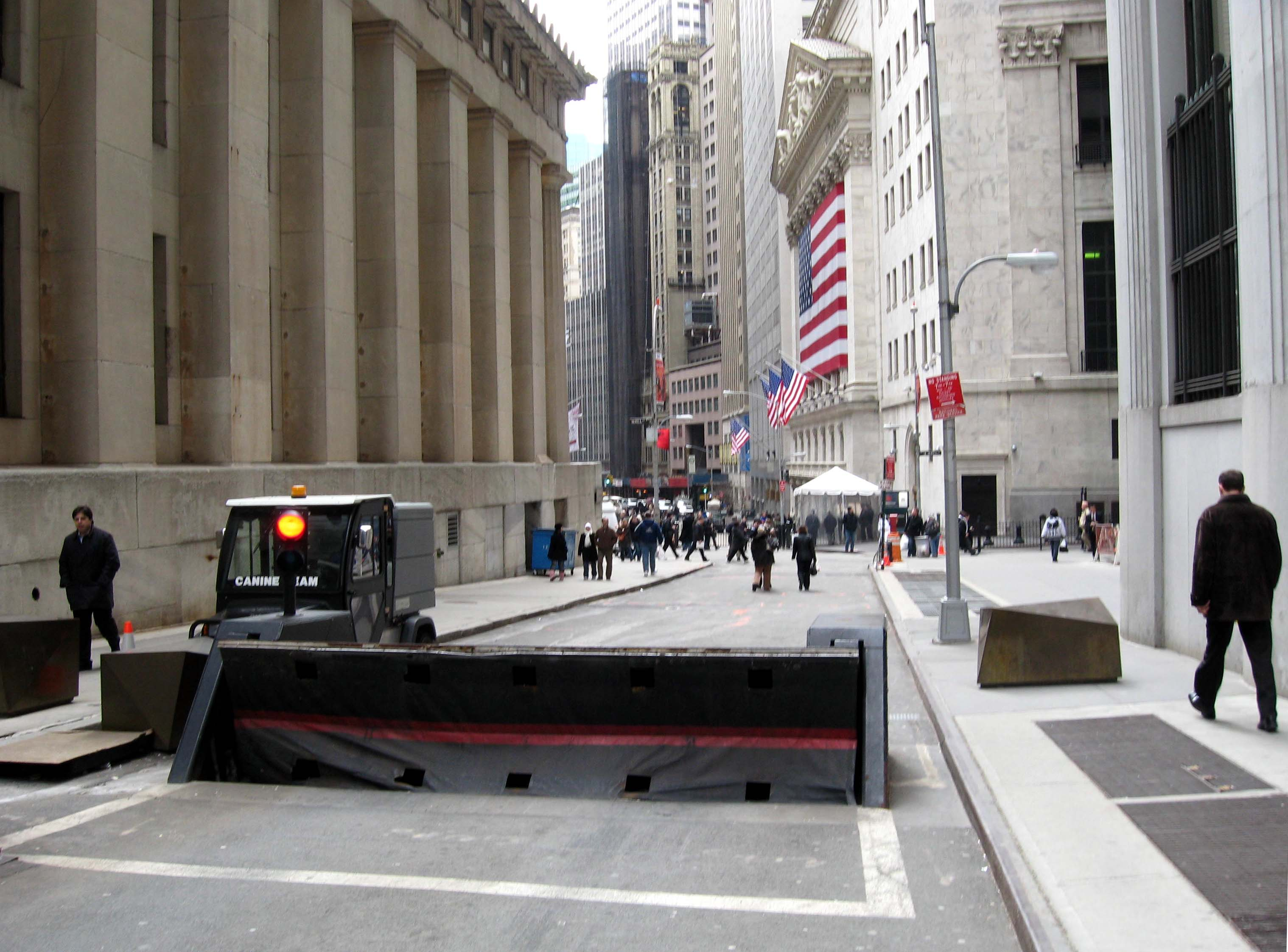
拿索街南端，左侧为联邦国家纪念堂，右侧远处为紐約證券交易所大廈

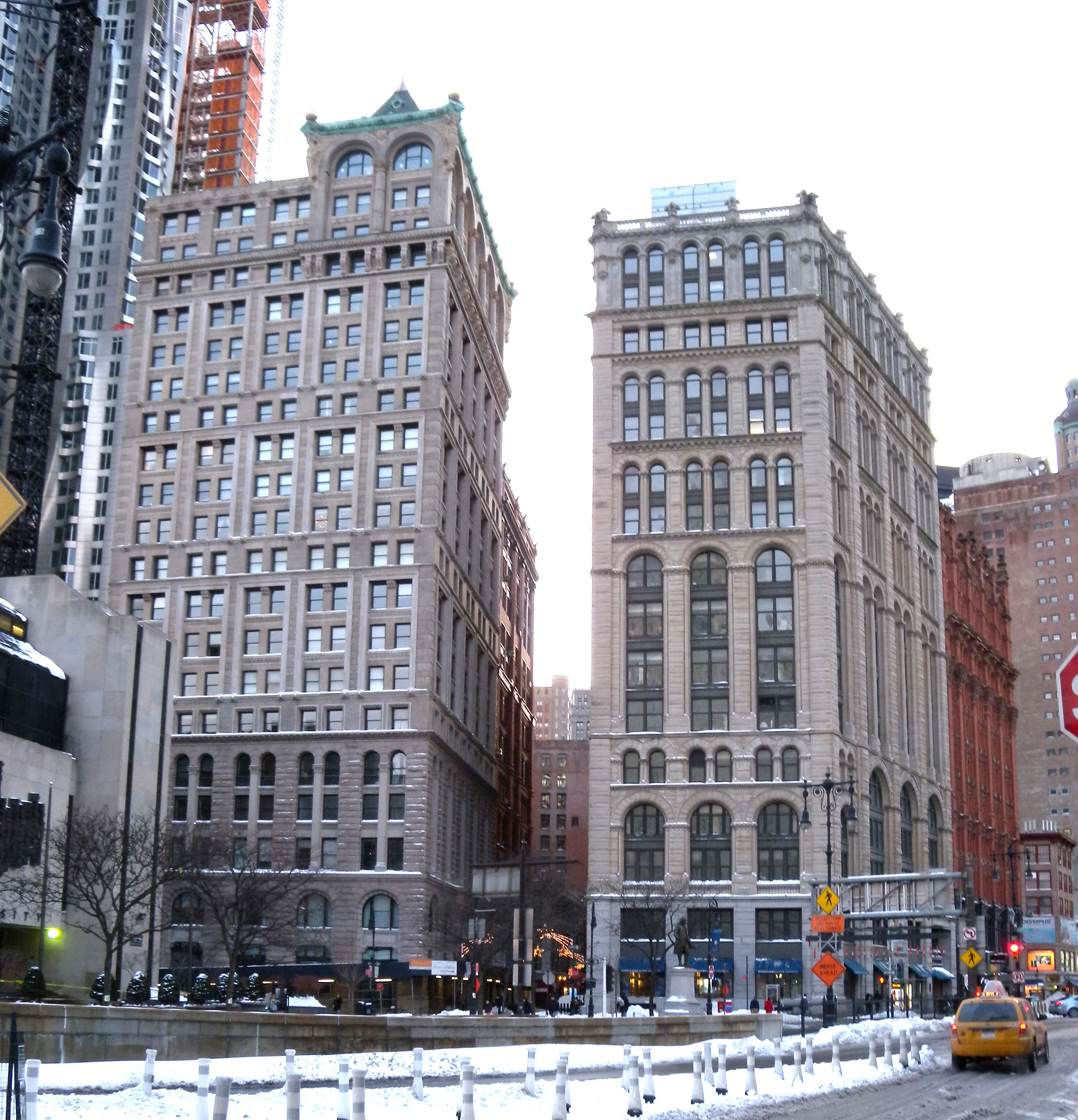
拿索街北端，右侧为纽约时报大厦

40°42′37″N 74°00′29″W / 40.71028°N 74.00806°W
拿索街（英語：Nassau Street）是纽约市曼哈顿金融区的一条街道。它位于佩斯大学和纽约市政厅附近，开始于华尔街，向北到布鲁克林大桥脚下的云杉街佩斯大学，百老汇和公园街以东。

## 历史
拿索街最初叫做Kip街  — 以早期的荷兰定居者命名 — 后来以荷兰皇室奥伦治-拿索王朝命名；特别是纪念成为英国国王的荷兰王子拿索的威廉。该市许多报馆都曾设于拿索街。20世纪末，拿索街在某些时段关闭汽车交通，以促进购物。
拿索街毗邻富尔顿-拿索历史街区，其边界为百老汇和公园街，拿索街，荷兰街和威廉街，安街和云杉街。和自由街。纽约时报1851年成立时设于拿索街113号，1854年迁至拿索街138号，1858年又迁至公园街41号的一座五层建筑，成为纽约市的第一个专门的报馆建筑。

## 集邮
在20世纪，短短的拿索街一度曾是纽约市的“集邮街”，沿线有数十个邮票和硬币经销店。尤其在大萧条期间，证券市场崩溃，而邮票做到保值。邮票中心大楼位于拿索街116号，地铁邮票店位于拿索街87号。

## 著名建筑
从南到北： 
- 华尔街14号，拿骚街1-11号
- 联邦大厅，拿骚街东华尔街和松树街之间
- 大西洋国家银行 (1853-1873)，位于拿骚街17号
- 公平大厦, 拿骚街15–25号
- 自由街28号，拿骚街26–40号
- 百老汇140号，拿骚街27–39号
- 自由塔，位于拿骚街和自由街的西北角
- 美聯儲紐約大廈，位于拿骚街和自由街的东北角
- 拿骚街63号
- 拿骚街剧院 (1732–1765)，位于拿骚街 64–66 号，纽约市第一家剧院
- 班奈特大廈，位于拿骚街93–99号
- 比克曼街5号，拿骚街119–133号
- 摩斯大厦，位于拿骚街140号
- 波特大厦，拿骚街145号
- 纽约时报大厦（柏路41号），拿骚街147号
- 拿骚街150号